# Taping

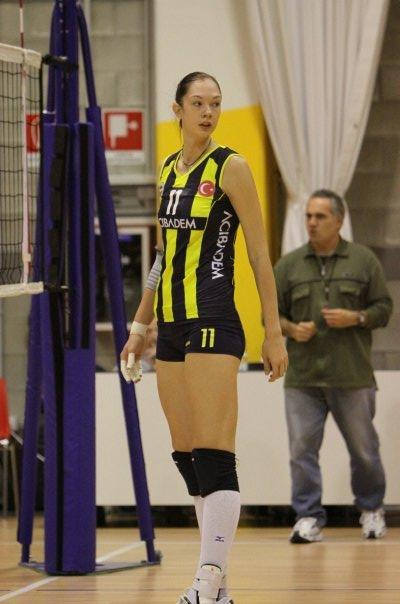
Taping

Il taping è un tipo di cerotto non medicato con funzioni curative per i leggeri infortuni muscolari, che si applica direttamente sulla cute sovrastante il muscolo o le varie zone tendinee ed articolari, la cui funzione è quella di contenere nella sua sede naturale la porzione di muscolo o muscoli sottostanti.
Una revisione sistematica pubblicata nel 2013 ha valutato gli effetti terapeutici del Kinesio Tape analizzando 12 studi per un totale di 432 partecipanti pubblicati nei quattro anni precedenti. La revisione conclude che sebbene la Kinesio Tape abbia mostrato una qualche efficacia nel breve termine nell'aiutare contro il dolore, non c'è alcuna chiara prova che tale metodo possa essere efficace in una qualsiasi patologia.

## Usi nello sport
In molte competizioni sportive è utilizzato dagli atleti, dalle più varie colorazioni e dimensioni a seconda del tipo di disagio. Può essere applicato in metodo stabilizzante prima di un gesto sportivo oppure in metodo decompressivo dopo un gesto sportivo per alleviare il dolore e l'infiammazione o velocizzare i tempi di recupero muscolare.

## In fisioterapia
Recentemente si è iniziato ad usare questi tipi di cerotti anche in ambito fisioterapico, ad esempio viene usato il taping per fastidi muscolari o tendiniti (es: epicondilite). Questi cerotti vengono applicati nella zona interessata in modo da risultare in tensione o no a seconda del tipo di disagio. La forza elastica sviluppata da questi cerotti viene decisa dall'operatore specializzato che li applica.